# Nina Markiewicz-Mikołajczyk
Nina Markiewicz-Mikołajczyk lub Nina Markiewicz (zm. 4 listopada 2018) – polska śpiewaczka operowa.
W latach 1953–1960 była solistką Opery Bałtyckiej w Gdańsku. Występowała wówczas między innymi w takich rolach jak Halka w Halce – Stanisława Moniuszki, Liza w Damie pikowej – Piotra Czajkowskiego, Matka w Krakatuku – Tadeusza Szeligowskiego, Marta w Nizinach – Eugena d'Alberta czy Amela w Balu maskowym – Giuseppe Verdiego.
Zmarła 4 listopada 2018. Została pochowana na Cmentarzu Komunalnym w Sopocie przy ul. Malczewskiego.